# Francis Leopold McClintock
Francis Leopold McClintock o Francis Leopold M'Clintock (Dundalk, 8 de julio de 1819-Londres, 17 de noviembre de 1907) fue un  explorador irlandés de la Royal Navy, conocido por sus descubrimientos en el Archipiélago ártico canadiense.

## Biografía
Francis Leopold McClintock nació en 1819 en Dundalk, Irlanda, siendo el segundo de los 12 hijos de Henry McClintock y Elizabeth Melesina Fleury. El 22 de junio de 1831 se convirtió en miembro de la Royal Navy como caballero voluntario. Su carrera comenzó en un tiempo de paz, con pocos servicios activos y una promoción lenta. Estuvo destinado en Sudamérica hasta 1835, y luego pasó dos años como suboficial en aguas británicas, y de 1838 a 1841 sirvió en las Indias Occidentales y en la parte oriental de aguas canadienses. Se graduó como primer oficial el 23 de octubre de 1838. En 1841-1842 estudió en Portsmouth, Inglaterra, para obtener el grado de teniente, pero antes estuvo dos años como oficial artillero fuera de Brasil antes de obtener su promoción, el 29 de julio de 1845. Posteriormente sirvió en el Pacífico y regresó a Inglaterra en 1847.

### Primera expedición al ártico

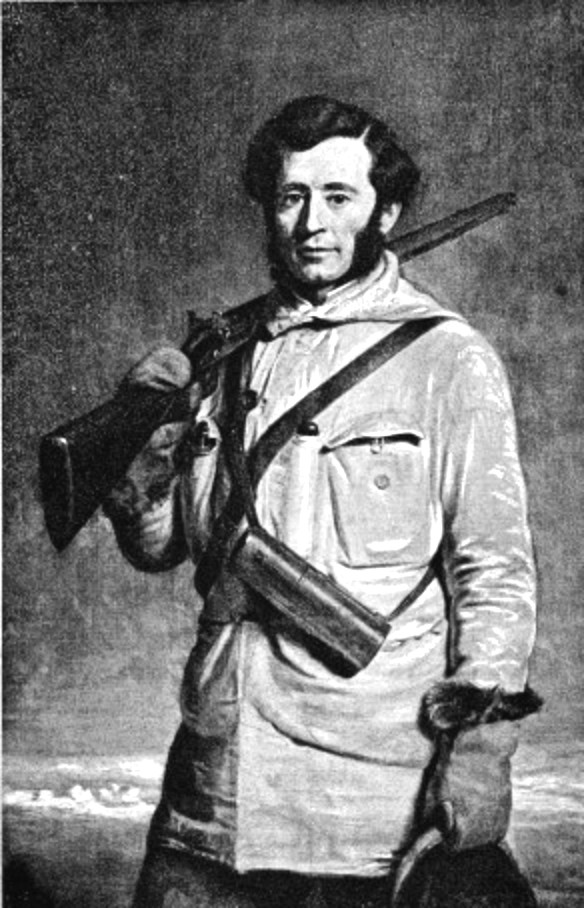
Sir Francis McClintock.

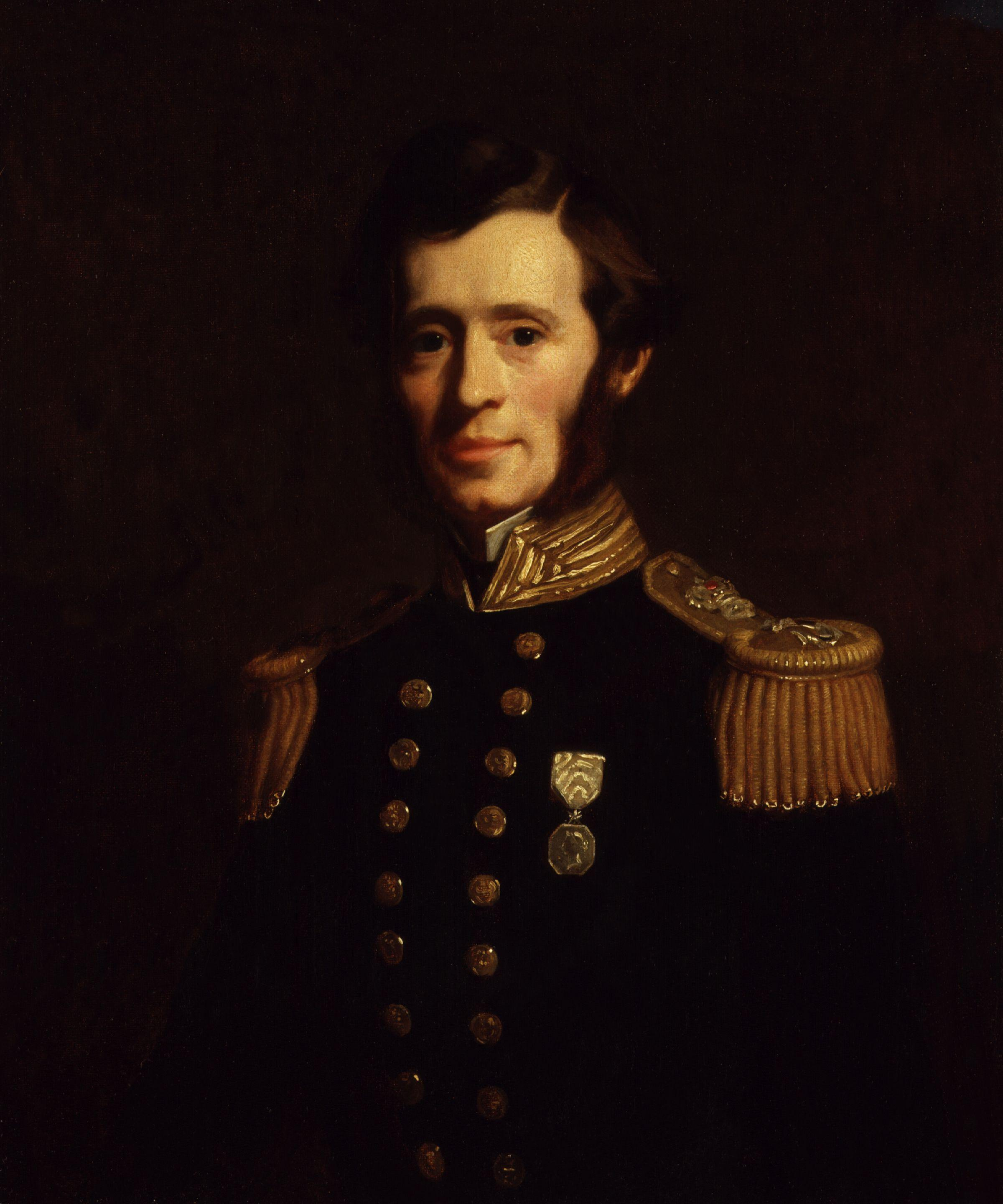
Francis Leopold McClintock (1856)

Su vida cambio cuando fue ascendido a 2.º teniente y asignado al Enterprise, al mando de sir James Clark Ross en la primera de las expediciones de búsqueda de sir John Franklin. El Enterprise iba acompañado del Investigator y como primer teniente iba Robert McClure, que más adelante llegará a ser el primer hombre en franquear el Paso del Noroeste. Ambos barcos invernaron en 1848-1849 en Puerto Leopold, en isla Somerset. En la primavera partieron cuatro expediciones de trineos tiradas en la búsqueda de Franklin. Ross y McClintock participaron en la más larga y exitosa, entre el 15 de mayo y el 23 de junio, cuando viajando hacia el oeste a lo largo de la costa norte de isla de Somerset, lograron llegar, descendiendo hacia el sur, a su costa oriental, aún no explorada por los europeos. No encontraron rastro de Franklin, pero cartografiaron cerca de 150 millas náuticas de costa. McClintock ha sido descrito por el historiador Sir Clements Robert Markham, como un hombre que tenía en ese momento "un cuerpo bajo, delgado, pero nervioso y musculoso bien equipado para resistir esfuerzos y penurias por largo tiempo."
En ese reconocimiento en trineo McClintock aprendió mucho del veterano Ross, que a su vez había aprendido de los inuit y era uno de los pocos oficiales ingleses que tenía experiencia con trineos. McClintock intuyó el gran futuro de esa forma de desplazarse por el hielo y tras su regreso a casa en noviembre de 1849 comenzó a diseñar mejores equipos e ideó un nuevo sistema, basado en el arrastre por hombres y no por perros. Con un equipo tirado por seis o siete marineros dirigidos por un oficial, el sistema incluía un avance con equipos de apoyo: primero partían con provisiones y combustible, que iban dejando en el trayecto; luego partían con un equipo de apoyo que acompañaba al principal hasta mitad de la travesía, llevando el peso extra de los suministros en esas primeras etapas. Los trineos, el equipo de acampada, la ropa, las dietas seguían las especificaciones de McClintock de máxima ligereza que se basaban en los modelos empleados por los inuit. Dotó de velas a los trineos para ayudarse en viajes a sotavento, y dio nombres, lemas y banderas a los trineos para fomentar el espíritu de equipo. McClintock fue el responsable de la introducción del trineo en los viajes en el ártico, haciendo posibles travesías sobre el hielo de larga distancia, hasta ese momento desconocidos por los exploradores polares. El sistema de McClintock revolucionó la exploración polar con expediciones exclusivamente por vía marítima, permitiendo ampliar el radio de acción en miles de millas. En los cuatro años siguientes, su sistema permitió que las expediciones descubrieran vastas zonas desconocidas del archipiélago ártico canadiense. (El transporte con trineo se mantuvo en la Royal Navy en el ártico y la Antártida hasta la muerte del capitán Robert Falcon Scott en su intento de alcanzar el Polo Sur). 
McClintock fue nombrado teniente en febrero de 1850 y asignado al Assistance, en una nueva expedición de búsqueda de Franklin dirigida por Horatio Thomas Austin, encargado de los trineos. La expedición invernó en el estrecho de Barrow, y en la primavera de 1851 más de 20 partidas de trineo cubrieron la zona central del archipiélago. Descubrieron cientos de kilómetros de costa, principalmente entre las islas Parry. McClintock hizo la travesía más larga, entre el 15 de abril y el 4 de julio, viajando hacia el oeste hasta isla Melville, un viaje de cerca de 760 millas. La expedición regresó a Inglaterra en septiembre y McClintock fue ascendido a comandante el 11 de octubre.

### La expedición de Belcher

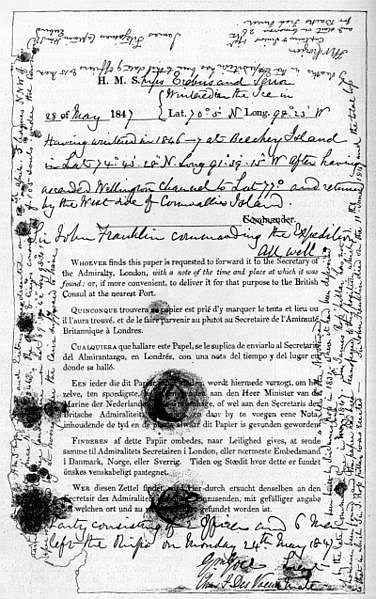
Nota de la expedición de Franklin encontrada por McClintock en mayo de 1859.

Al año siguiente participó en una nueva y desastrosa expedición de búsqueda dirigida por Edward Belcher, la más importante ya que comprendía cinco barcos. El 10 de febrero de 1852 fue puesto al mando del HMS Intrepid. Belcher dividió su expedición en dos grupos y McClintock, bajo el mando directo de Henry Kellett, participó en los reconocimiento de la parte oeste, pasando el invierno de 1852-53 en la isla Melville. Volvió a organizar las travesías en trineo en la primavera y su equipo recorrió 1.210 millas entre el 4 de abril y el 18 de julio, descubriendo unos 800 kilómetros de costas desconocidas de las islas Patrick Prince, Esmeralda, Eglinton y Melville. En esas travesías, McClintock reconoció y cartografió gran parte de la isla Melville y descubrió la isla Príncipe de Gales y la  isla Prince Patrick. La expedición pasó un segundo invierno en el ártico y, a continuación, en el verano de 1854, siguiendo las órdenes de Belcher, abandonaron cuatro de sus cinco buques, atrapados en el hielo, entre ellos el HMS Intrepid, y regresaron a sus hogares en el quinto, el barco de transporte North Star. McClintock fue promovido a capitán el 21 de octubre de 1854.

## La expedición del Fox

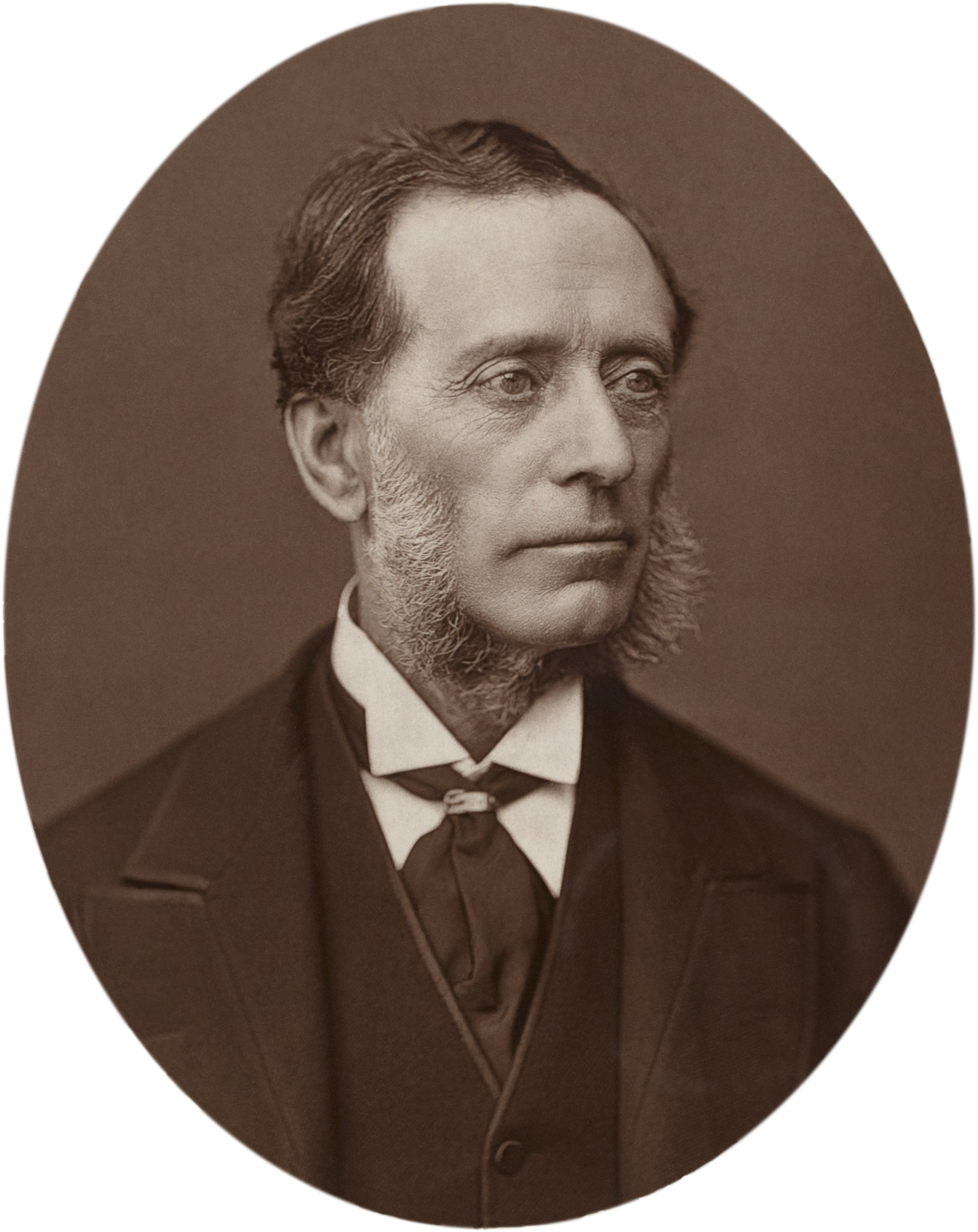
Sir Francis Leopold McClintock, 1875

En 1857, se le dio el mando del barco Fox, patrocinado por suscripción pública via Lady Jane Franklin para la búsqueda de su marido. En esa expedición, en mayo de 1859, encontró el único registro oficial de la Expedición del Paso del Noroeste de John Franklin (1845-48) y también hizo uso de los perros. Su experiencia fue publicada con el título The Voyage of the 'Fox' in the Arctic Seas: A Narrative of the Discovery of the Fate of Sir John Franklin and His Companions. («El viaje de la 'Fox' en los mares árticos: una narración del descubrimiento de la suerte de Sir John Franklin y sus compañeros». Londres, 1859). McClintock dejó la Royal Navy en 1884 con el grado de almirante.

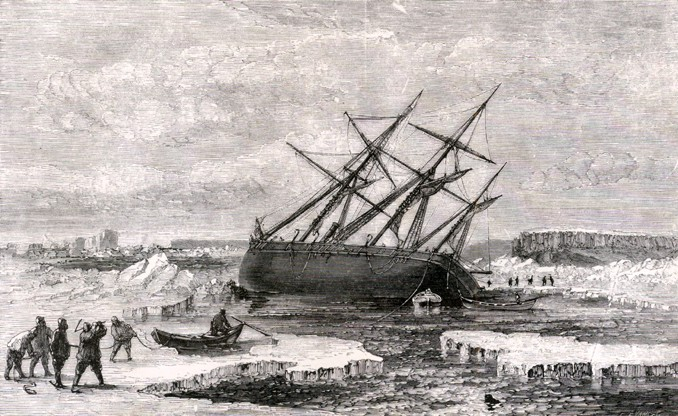
El Fox en aguas árticas cerca de isla Buchan
(Walter W. May, 1855).

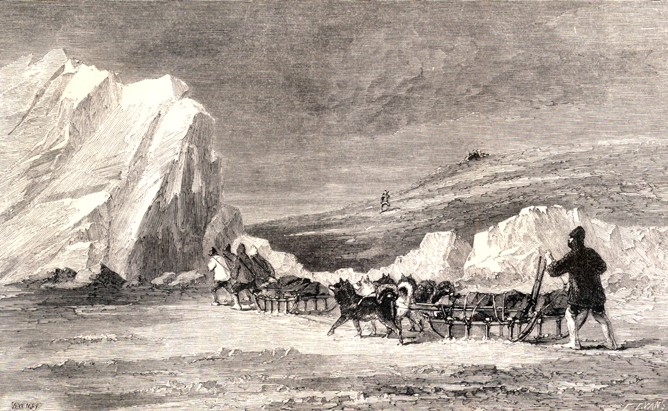
Travesía de McClintock descubriendo los restos del Cairn en cabo Herschel.
(Walter W. May, 1855).

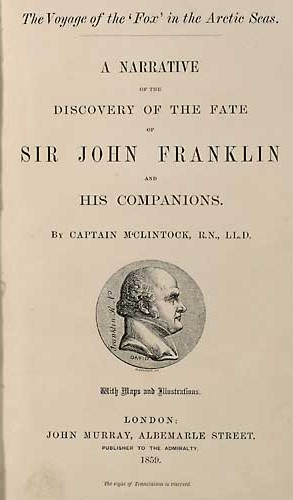
Portada de The Voyage of the 'Fox' in the Arctic Seas....